# Cilicaeopsis stylifera
Cilicaeopsis stylifera är en kräftdjursart som först beskrevs av Thomas Whitelegge 1902.  Cilicaeopsis stylifera ingår i släktet Cilicaeopsis och familjen klotkräftor. Inga underarter finns listade i Catalogue of Life.